# Artistique-Europameisterschaft 1956

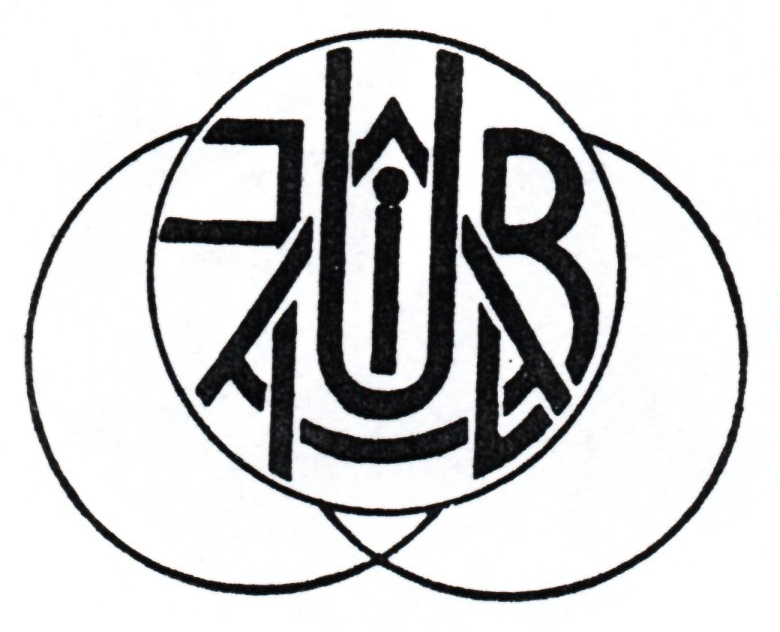
Logo UIFAB (ausrichtender Verband)

Veranstaltungsort: Madrid

Die Billard-Artistique-Europameisterschaft 1956 war das zehnte Turnier in dieser Disziplin des Karambolagebillards und fand vom 26. Juni bis zum 29. Mai 1956 in Madrid statt.

## Modus
Gespielt wurden 64 verschiedene Figuren mit verschiedenen Punktewertungen. Jeder Teilnehmer hatte pro Figur vier Versuche. Die maximale Punktzahl betrug 500 Punkte.

Gewertet wurde wie folgt:
1. Punkte = Erzielte Punkte
2. Versuche = Anzahl der gespielten Versuche
3. gelöste Figuren = gelöste Figuren
4. HS = Punkte der nacheinander gelösten Figuren
5. % = Prozentual gelöste Figuren

## Abschlusstabelle
| Platz                        | Name                     | Punkte | Versuche | gel. Figuren | HS | %       |
| ---------------------------- | ------------------------ | ------ | -------- | ------------ | -- | ------- |
| 1                            | Raymond Steylaerts       | 317    | 178      | 43           | 47 | 63,40 % |
| 2                            | Joaquín Domingo          | 284    | 186      | 40           | 47 | 56,80 % |
| 3                            | Guy Lachmann             | 224    | 202      | 33           | 30 | 40,40 % |
| 4                            | Roger de Becker          | 217    | 199      | 32           | 29 | 43,40 % |
| 5                            | Raymond Jublot           | 210    | 206      | 31           | 22 | 42,00 % |
| 6                            | Richard Kron             | 205    | 208      | 30           | 29 | 41,00 % |
| 7                            | Piet Kruythof            | 202    | 208      | 29           | 25 | 40,40 % |
| 8                            | Francisco Munte          | 159    | 219      | 23           | 32 | 31,80 % |
| 9                            | Maurice van de Kerckhove | 157    | 220      | 23           | 25 | 31,40 % |
| 10                           | Juan Ruiz-Guarner        | 150    | 215      | 23           | 24 | 30,00 % |
| 11                           | Johann Scherz            | 118    | 239      | 17           | 17 | 23,60 % |
| Turnierdurchschnitt: 40,78 % |                          |        |          |              |    |         |